# Aleksandr Kiediarow
Aleksandr Pietrowicz Kiedarow (ros. Александр Петрович Кедяров; ur. 24 grudnia 1947 w Ałtyszewie w rejonie ałatyrskim w Czuwaszji) – radziecki strzelec sportowy, medalista olimpijski, medalista mistrzostw świata i Europy.

## Życiorys
Specjalizował się w strzelaniu do ruchomej tarczy. Zdobył srebrny medal w tej konkurencji na dystansie 50 metrów na igrzyskach olimpijskich w 1976 w Montrealu przegrywając jedynie ze swym kolegą z reprezentacji ZSRR Alaksandrem Hazauem.
Zdobył wiele medali na mistrzostwach świata w strzelectwie. Indywidualnie był mistrzem świata w strzelaniu do ruchomej tarczy na 50 metrów oraz wicemistrzem w strzelaniu do ruchomej tarczy na 50 metrów (mix) w 1973 w Melbourne, a także wicemistrzem w strzelaniu do ruchomej tarczy na 50 metrów (mix) w 1974 w Bernie. W drużynie był złotym medalistą w strzelaniu do ruchomej tarczy na 50 metrów w 1973, 1974 i w 1975 w Monachium, a także brązowym medalistą w 1979 w Linzu, a w konkurencji mix złotym medalistą w 1973, 1974 i 1979.
Był drużynowym mistrzem Europy w strzelaniu do ruchomej tarczy na 50 metrów w 1973 w Monachium, 1977 w Bukareszcie i 1978 w Suhl, a indywidualnie wicemistrzem w tej konkurencji w 1977 i brązowym medalistą w 1978. W strzelaniu do ruchomej tarczy na 10 metrów z karabinu pneumatycznego był mistrzem Europy indywidualnie i drużynowo w 1980 w Oslo oraz wicemistrzem indywidualnie w 1979 w Grazu.
Ustanowił 6 rekordów świata, 7 rekordów Europy i 8 rekordów ZSRR.
Został odznaczony medalem „Za pracowniczą dzielność”, a w 1973 otrzymał tytuł Zasłużonego Mistrza Sportu ZSRR.